# Protection civile (Belgique)
La protection civile (civiele bescherming en néerlandais et Zivilschutz en allemand) est l'une des trois branches de la sécurité civile belge. C'est un service de secours dont le but est l'assistance à la population. À ce titre, elle fait partie de la discipline 4 de la planification d'urgence en Belgique. Elle possède toutefois la particularité de ne pouvoir être réquisitionnée que par une autorité ou un organisme public (centrale d'urgence 112, police, pompiers) et non pas à la demande du citoyen, même en cas d'urgence.
La protection civile belge est régie par la direction générale de la sécurité civile, l'une des directions générales du service public fédéral Intérieur. 
Issue du corps défense aérienne passive datant de l'entre-deux-guerres, puis du corps national de secours, la protection civile belge est officiellement créée par un Arrêté Royal, le 11 mars 1954. Elle subit une réforme majeure en 2019, réduisant de deux tiers ses unités opérationnelles.

## Historique

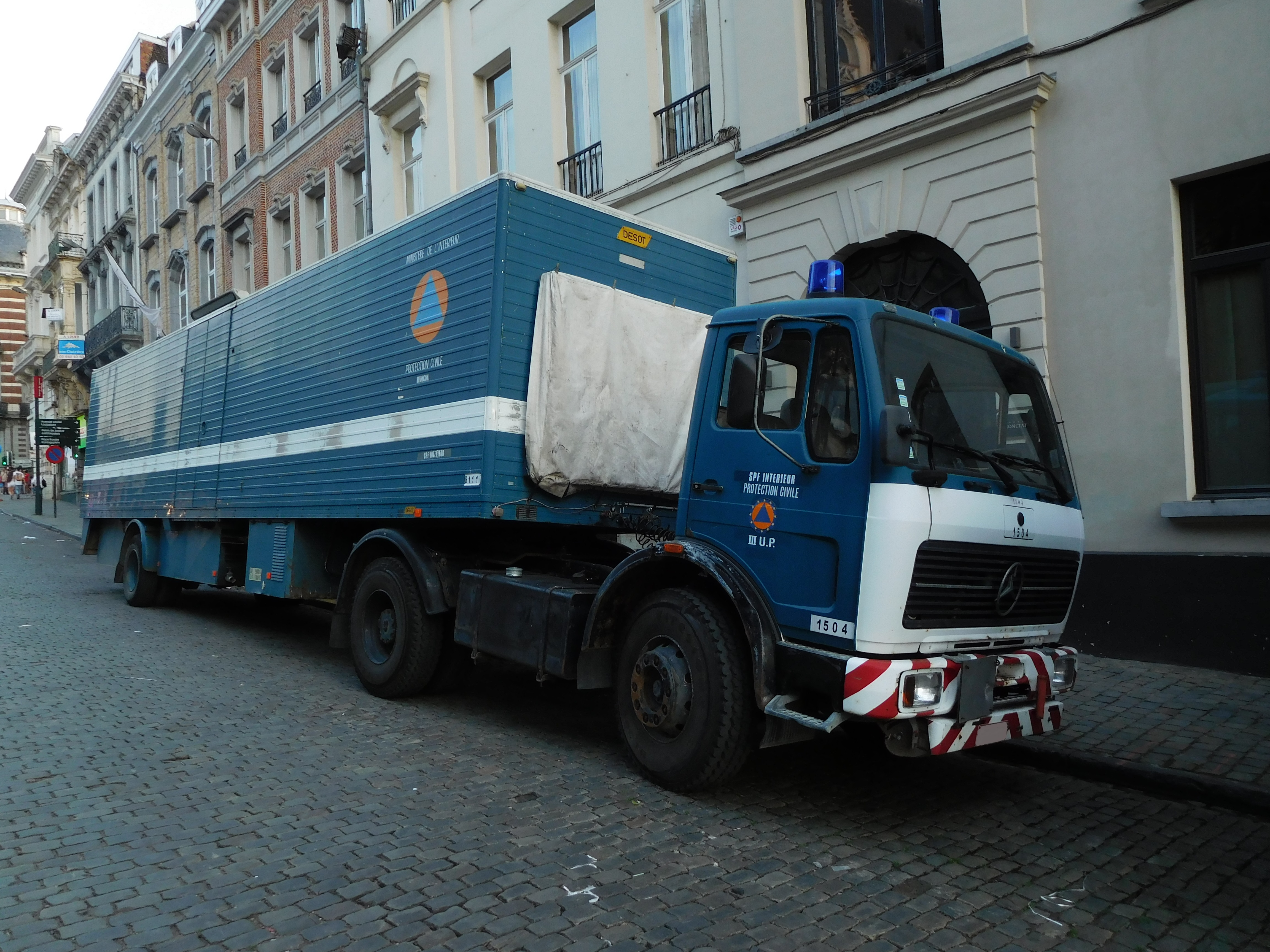
Un tracteur et sa remorque aux anciennes couleurs de la protection civile lors des démonstrations du 21 juillet à Bruxelles.

### La défense aérienne passive
En 1934 est créée la Fondation de la Ligue de protection anti-aérienne passive de la population et des installations civiles et des institutions civiles afin de protéger la population contre les attaques militaires avec notamment pour but d'avertir la population avant d'éventuelles attaques ainsi que de déblayer les décombres après des destructions.

### Le Corps National de Secours
En 1945 la Défense aérienne passive devient le Corps national de secours (CNS) et est doté d'un nouveau  quartier général dans le parc du Cinquantenaire, à Bruxelles. Du personnel spécifiquement destiné à ce corps est alors recruté.

### Naissance de la Protection Civile

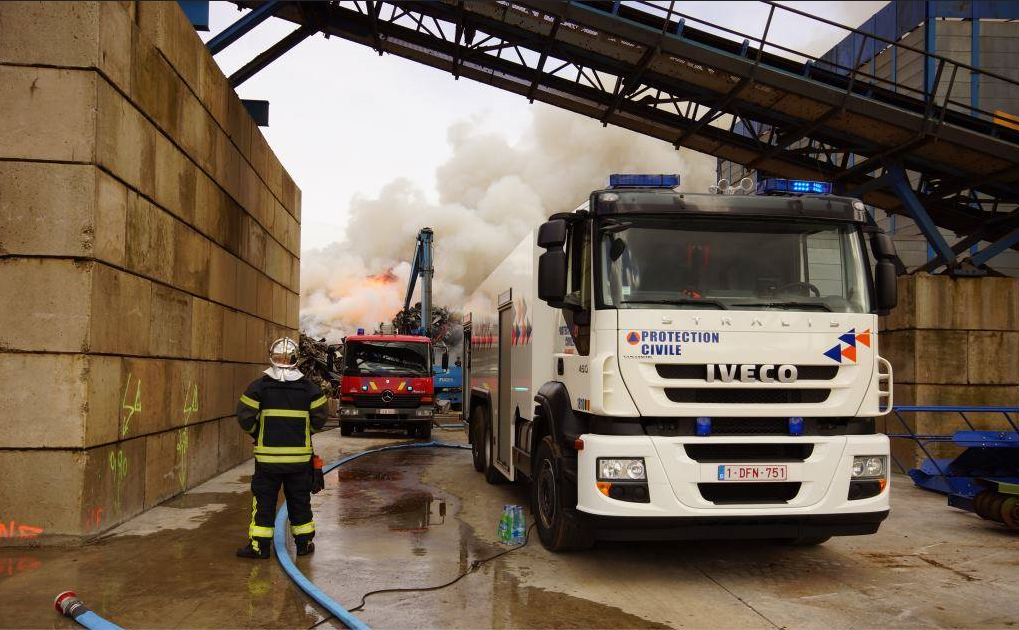
Un camion citerne de l'unité opérationnelle de Libramont en appui des pompiers lors d'un incendie en 2015.

La création officielle de la Protection Civile est définie par l'Arrêté Royal du 11 mars 1954. 
La première caserne reprend les bâtiments du Corps national de secours dans le parc du Cinquantenaire à Bruxelles tandis que deux autres s’implantent à Lissewege dans la province de Flandre-Occidentale et au Rœulx, dans la province de Hainaut. L’actuelle caserne de Brasschaat, dans la province d'Anvers est ouverte dès 1957. Plusieurs autres dépôts sont aussi implantés à Liedekerke, Ghlin et Crisnée en 1959. C’est en 1960 que les quatre casernes deviennent des colonnes, les « unités permanentes ». L'État-major fut, quant à lui, ensuite transféré au fort de Walem, près de Malines jusqu'en 1992. En 1988, une nouvelle caserne ouvre à Jabbeke dans la province de Flandre-Occidentale et une autre à Neufchâteau dans la province de Luxembourg, structurant la réponse opérationnelle de la protection civile en six casernes réparties équitablement sur le territoire national : trois en région flamande (Brasschaat, Jabbeke et Liedekerke) et trois en région wallonne (Crisnée, Ghlin et Neufchâteau). 
La protection civile évolua dans ses missions et ses spécificités au fur et à mesure de l’évolution des risques. Dans les années 1970, elle fut le précurseur de l'aide médicale urgente héliportée en Belgique avec l'achat d'un appareil Alouette III immatriculé « OO-PCB », pour la somme de 15 827 987 francs belges (plus 600 000 francs de matériel médical) dans le but de mener à bien les missions d'héli-secours, créé par arrêté royal le 11 juin 1974. C'est dans ce cadre que survint un accident tragique qui couta la vie à quatre pompiers de Malines et à un agent de la protection civile lors d'un exercice simulant leur transport dans un filet héliporté, le 30 avril 1975. Le filet se détacha en vol pour une cause indéterminée.
En juin 1972, la première unité de plongeurs ouvre à la caserne de Crisnée. 
Le 16 mai 2006, l'unité opérationnelle de Neufchâteau déménage dans une nouvelle caserne inaugurée à Libramont.

### La Réforme des Services d'Incendie

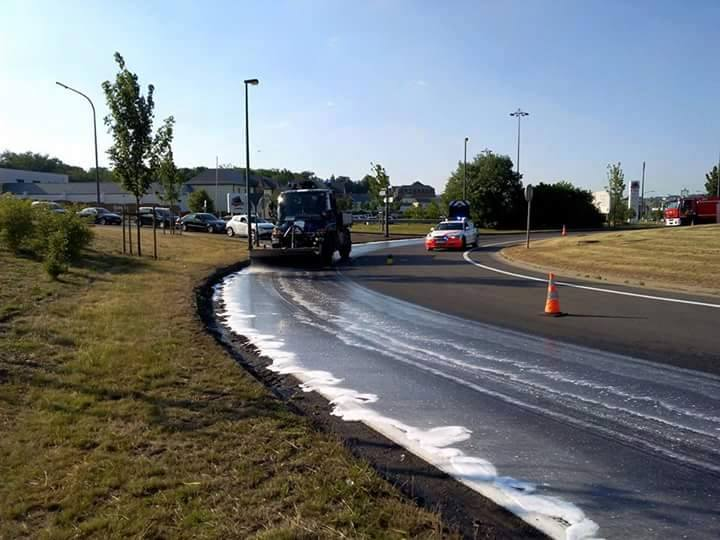
Un Unimog assistant les pompiers et la WPR lors d'un nettoyage de chaussée en 2015.

La Protection Civile étant une unité fédérale, elle ne pouvait être engagée que par des instances publiques telles que la police, les autorités communales, provinciales ou régionales ou les pompiers, à qui la « PC » fournissait une assistance en moyens lourds qu’elle centralisait, tels que les équipements NRBC, les engins de génie civil, des camions citernes de grande capacité, des pompes à très haut débit, etc. 
À la suite de la catastrophe de Ghislenghien, la Réforme de la sécurité civile belge de 2007 a donc directement affecté la protection civile en réduisant certaines de ses missions qui étaient dès lors transférées aux nouvelles zones de secours, comme l'aspect NRBC de première intervention.

### La Réforme de la Protection Civile

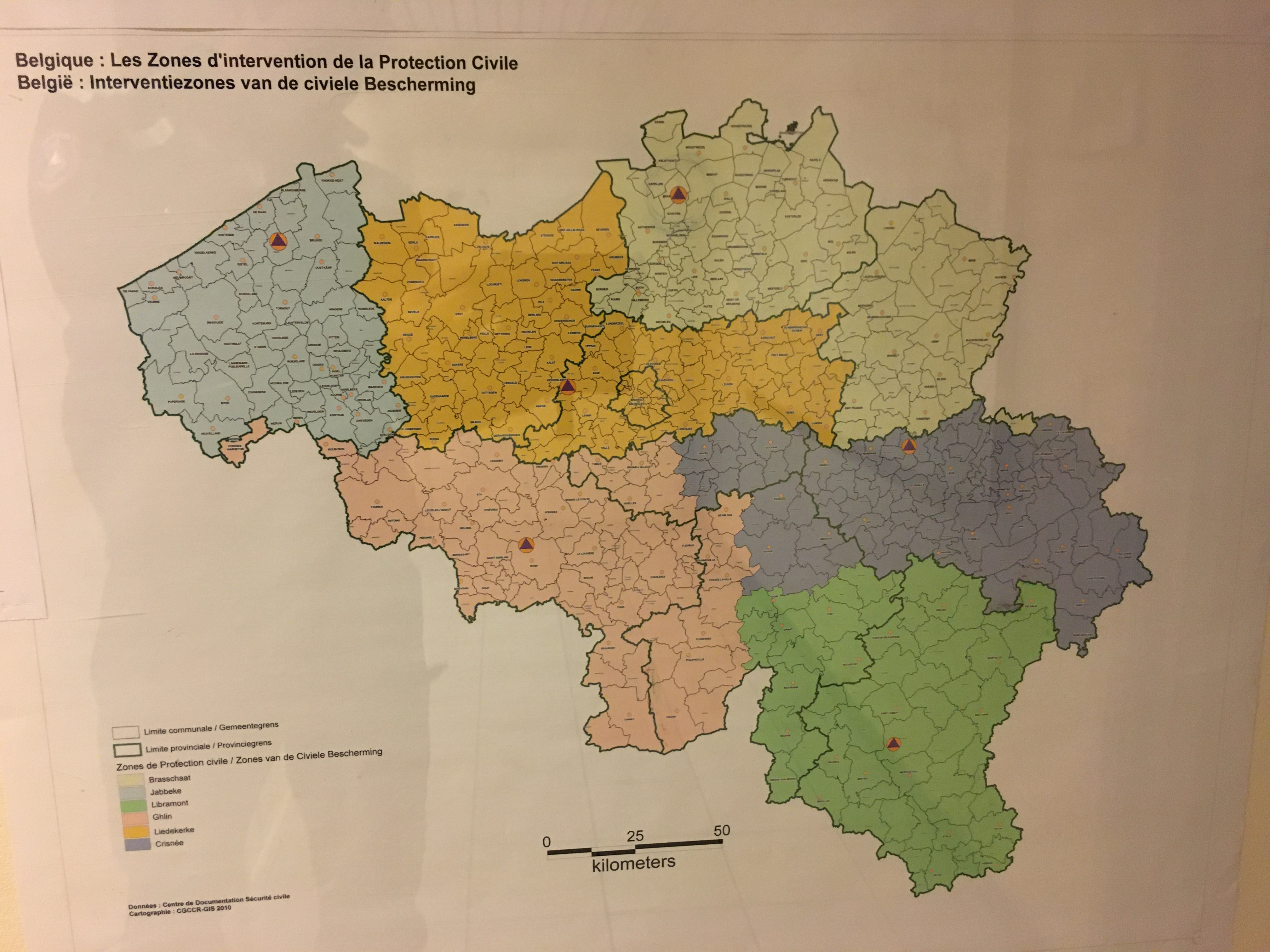
Carte des anciens secteurs d’intervention des six « unités opérationnelles » avant la réforme de 2019 et la suppression de quatre d’entre elles.

Le 1er janvier 2019, la réforme de la protection civile belge menée par le ministre Jan Jambon entre en vigueur : elle se caractérise par le recentrage des activités à un échelon fédéral pour des missions spécialisées, l'échelon local et les missions urgentes étant assurés par les 35 zones de secours couvrant le royaume.
Cette réforme se caractérise par le maintien de seulement deux unités opérationnelles, Brasschaat (Région flamande) et Crisnée (Région wallonne), les sites de Ghlin, Jabbeke, Libramont et Liedekerke étant fermés.

## Organisation

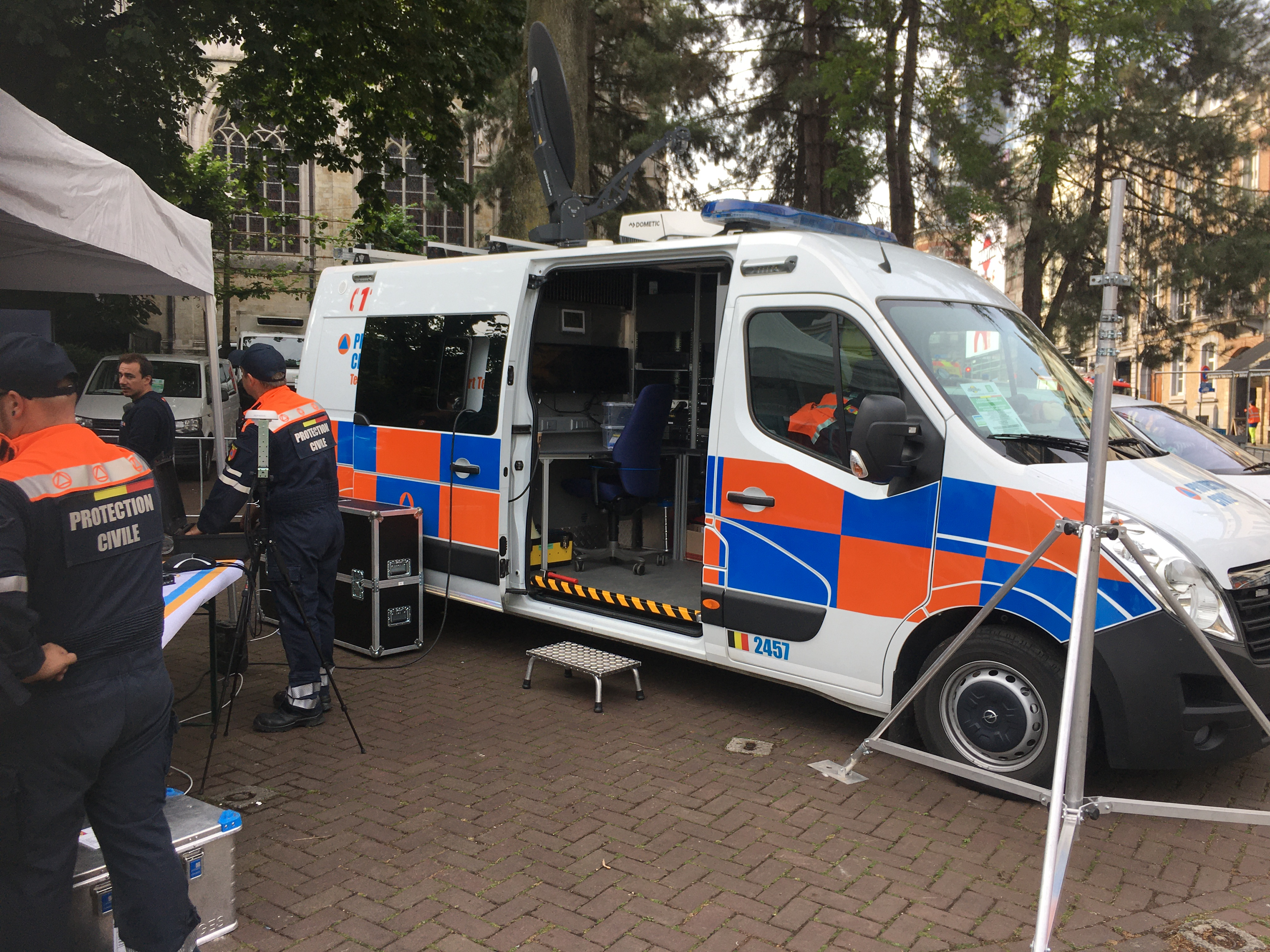
Véhicule de télécommunications.

Depuis la réforme de 2019, il n'existe plus que deux unités opérationnelles, l'une en région flamande et l'autre en région wallonne :
- Province d'Anvers : Unité opérationnelle de Brasschaat
- Province de Liège : Unité opérationnelle de Crisnée

Elles mènent des opérations sur l'ensemble du territoire belge et à l’étranger. Ces unités sont chacune dirigées par un chef d’unité. La Direction des opérations est basée à Bruxelles et fait partie de la Direction générale de la sécurité civile du Service public fédéral Intérieur.

### Anciennes unités

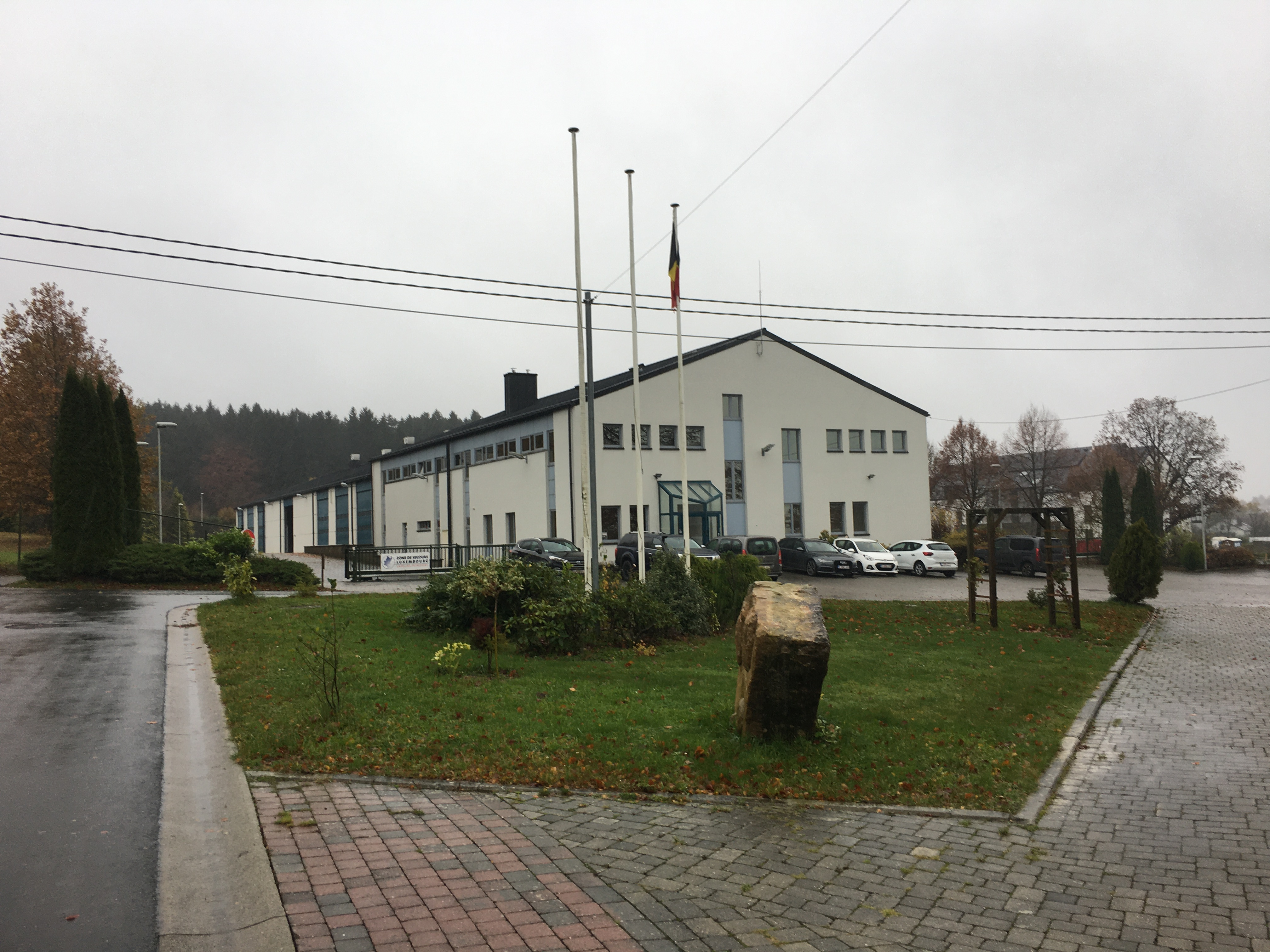
L'ancienne caserne de Libramont, aujourd’hui cédée à la zone de secours Luxembourg.

Sur les six casernes d'avant la réforme de 2019, les quatre suivantes ont été fermées : 
- Province du Brabant flamand: Unité opérationnelle de Liedekerke
- Province de Flandre-Orientale: Unité opérationnelle de Jabbeke
- Province de Hainaut: Unité opérationnelle de Ghlin. Bâtiments transformés en centre multidisciplinaire de l'urgence, investi par la Croix-Rouge de Belgique[11].
- Province de Luxembourg: Unité opérationnelle de Libramont. Bâtiments rachetés par la zone de secours Luxembourg pour y créer sa dix-septième caserne ainsi qu'y loger son état-major[12].

Il est à noter que d'autres casernes existaient également autrefois :
- Province d'Anvers : État-Major situé au fort de Walem, près de Malines entre 1960 et 1992[13].
- Province de Flandre-Occidentale : Base de Beernem, près de Bruges

## Personnel

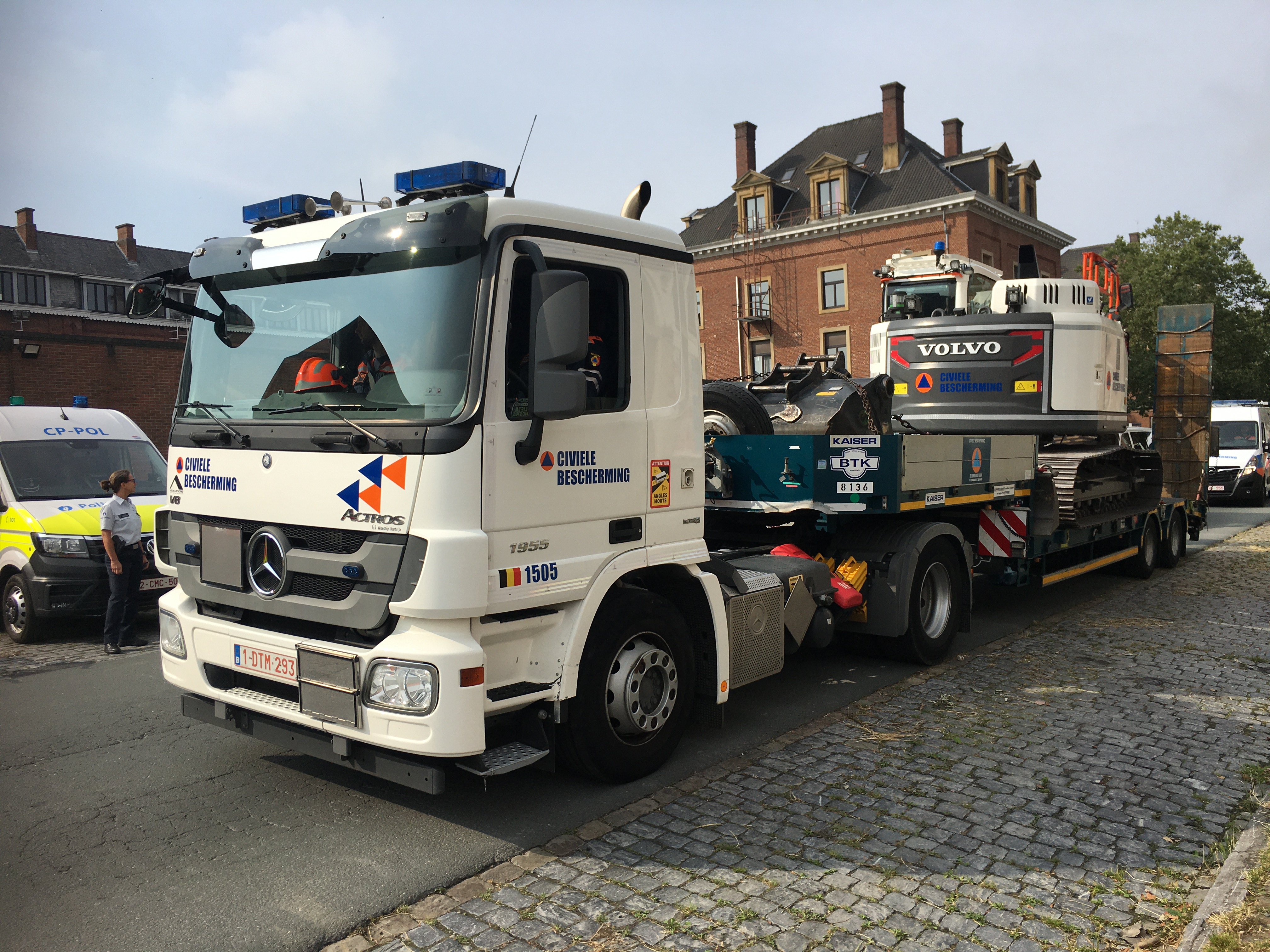
Camion de transport tractant une remorque avec un engin chantier.

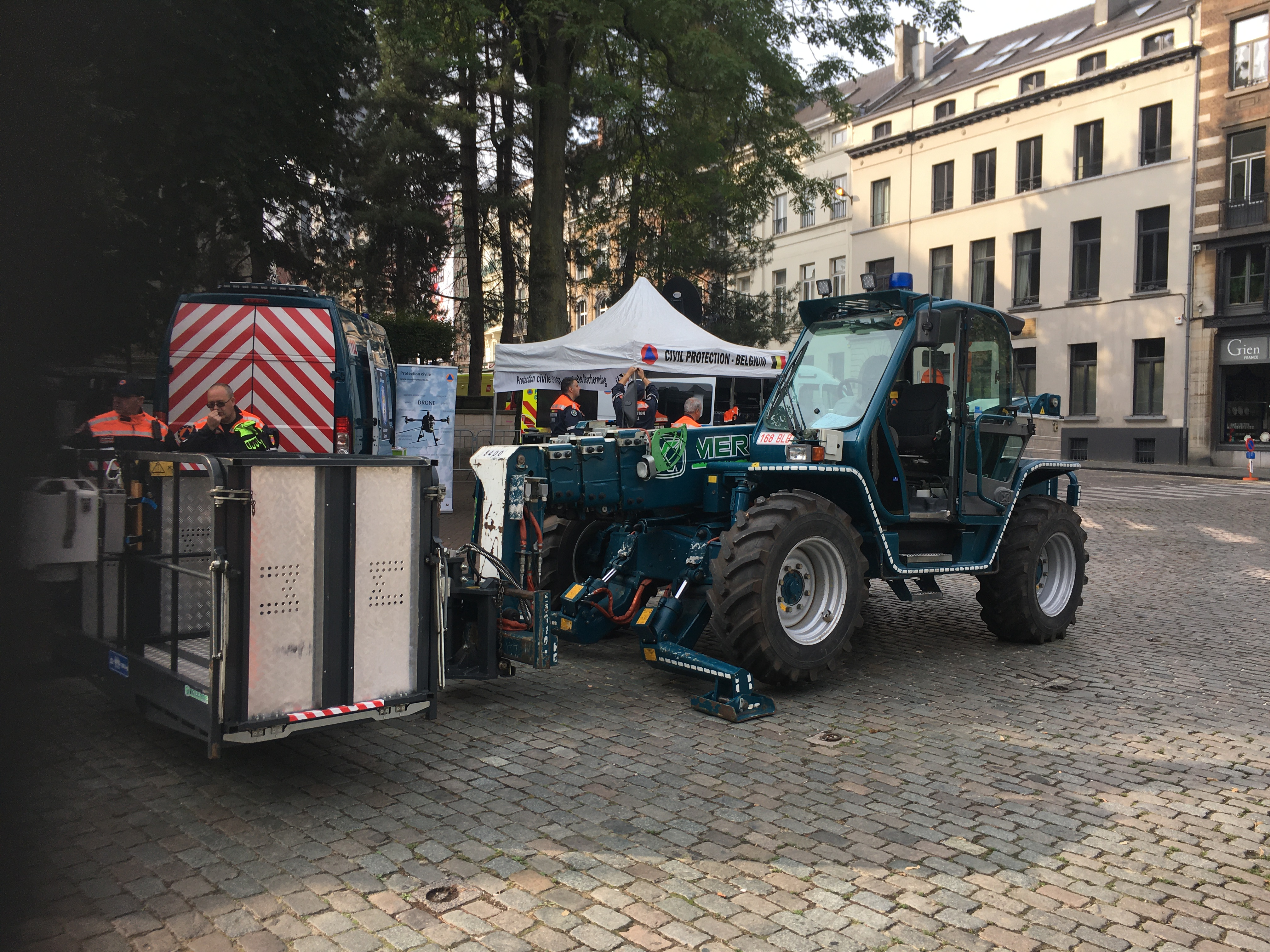
Chariot télescopique avec nacelle.

Comme dans les services d’incendie, deux statuts sont possibles pour les agents de la protection civile belge : professionnel ou  volontaire. Le statut de membre professionnel nécessite l'obtention du Certificat d'aptitude fédéral (CAF). Les membres volontaires sont quant à eux indemnisés en fonction du nombre d'interventions auxquels ils ont participé.
Les effectifs totaux des agents professionnels de la protection civile avant sa réforme, étaient de 513 professionnels et de 694 volontaires, soit 1207 agents répartis dans 6 casernes. 
Au 1er janvier 2019, soit au moment de la réforme, la Protection civile compte environ 600 agents : 313 professionnels et 290 volontaires, répartis en 2 casernes. En 2022, il reste 261 professionnels et 196 volontaires 457 agents, soit une diminution de 750 agents par rapport aux chiffres d'avant la réforme.

### Grades
Les grades de la protection civile belge sont semblables à ceux des sapeurs-pompiers et se répartissent comme tels depuis la réforme de 2019 :
| Grade                | Nom                     |
| Officiers supérieurs | Officiers supérieurs    |
| -------------------- | ----------------------- |
|                      | Colonel                 |
|                      | Lieutenant-colonel      |
|                      | Major                   |
| Officiers            |                         |
|                      | Capitaine-commandant    |
|                      | Capitaine               |
|                      | Lieutenant              |
| Sous-officiers       |                         |
|                      | Adjudant                |
|                      | Sergent                 |
| Hommes du rang       |                         |
|                      | Caporal                 |
|                      | Sapeur                  |
| Spécialistes         |                         |
|                      | Spécialiste de niveau 4 |
|                      | Spécialiste de niveau 3 |
|                      | Spécialiste de niveau 2 |
|                      | Spécialiste de niveau 1 |

## Quelques missions marquantes de la Protection civile

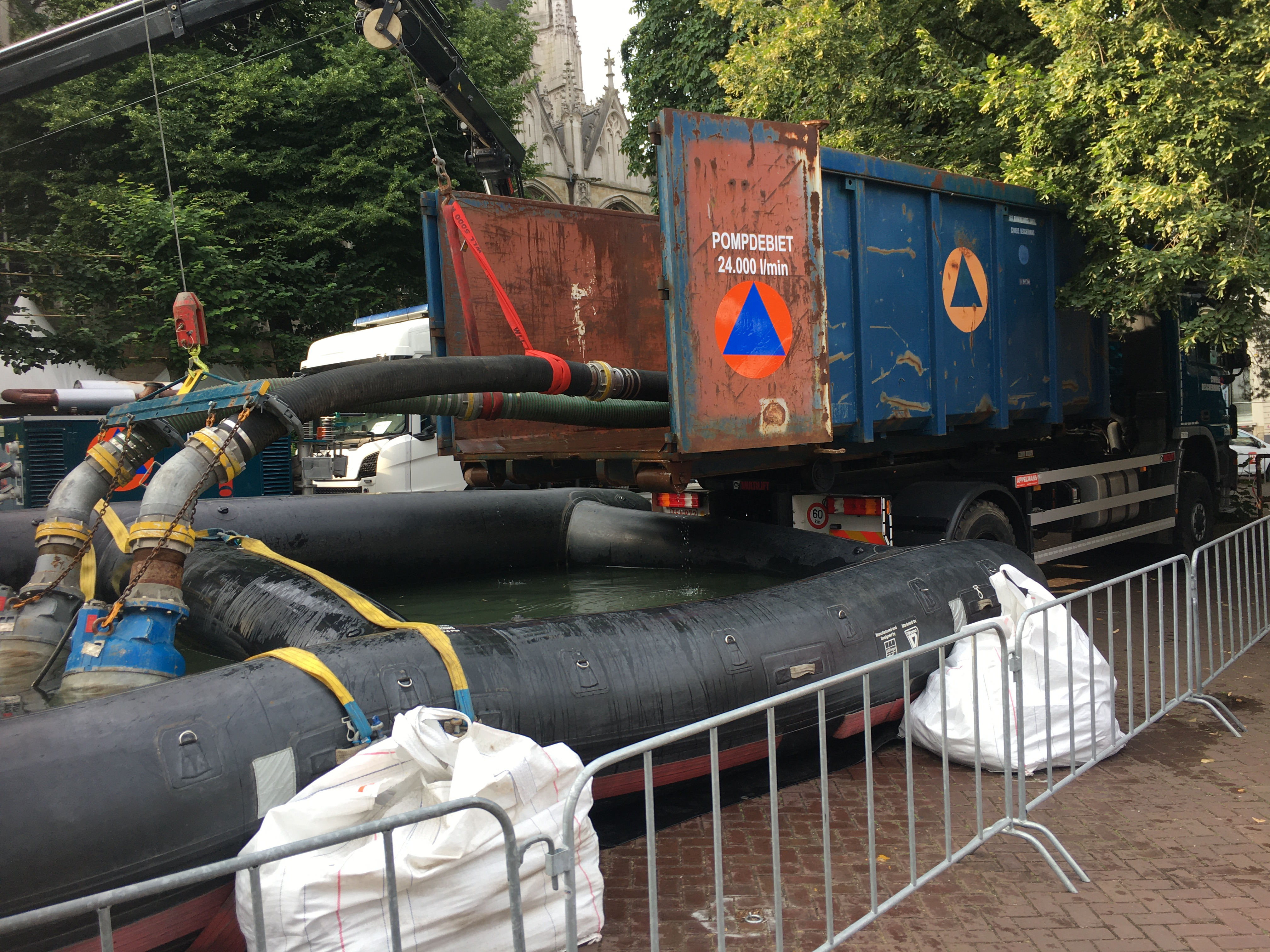
Pompe grand débit de 24000 litres par minute en démonstration lors de la fête nationale belge à Bruxelles.

Liste non exhaustive de quelques missions auxquelles participa la protection civile belge.
- 15 aout 1974 : l'accident de chemin de fer de Luttre
- 6 mai 1976 : le tremblement de terre du Frioul
- 16 mars 1978, le naufrage de l'Amoco Cadiz, un pétrolier de 234 000 tonnes en Bretagne
- 20 septembre 1982 : tornade à Léglise
- 8 novembre 1983 : le tremblement de terre de Liège
- 6 mars 1987 : le naufrage du Herald of Free Enterprise, au large du port de Zeebruges, faisant 193 victimes.
- 20 mars 1996 : l'affaire Dutroux
- 27 mars 2001 : l'accident ferroviaire de Pécrot
- 29 juin 2006 : l'affaire Abdallah Ait Oud
- Inondations de juillet 2021 en Belgique

## Voir également
- Protection civile
- Aide médicale urgente
- B-FAST
- Réforme de la protection civile belge

## Sources, notes et/ou références
- Direction générale Sécurité Civile. SPF Intérieur

## Ouvrage imprimé
- Bruno Bosilo, Civil Protection : Le premier ouvrage illustré de l'entièreté des missions des agents de la protection civile belge - en français et néerlandais., B2 Productions, 2009, 144 p. (ISBN 978-2-9600890-1-1)